# Prager Verbindungsbahn
| Kursbuchstrecke (SŽ): | 171                        |                                                        |                                                        |
| Streckenlänge: | ~ 5,4 km                   |                                                        |                                                        |
| Spurweite: | 1435 mm (Normalspur)       |                                                        |                                                        |
| Stromsystem: | 3 kV =                     |                                                        |                                                        |
| Zweigleisigkeit: | Praha hl. n.–Praha-Smíchov |                                                        |                                                        |
| |                            |                                                        |                                                        |
| \| \| \| von (Wien–) Česká Třebová (vorm. Nördl. Staatsbahn) \| \| \| \| 187,10 \| odb. Hrabovka \| odb. Hrabovka \| \| \| \| nach Praha Masarykovo n. (vorm. Nördl. Staatsbahn) \| \| \| \| \| Neue Verbindung von Praha-Libeň/Praha-Vysočany \| \| \| \| \| von Turnov (vorm. TKPE) \| \| \| \| 185,837 0,000 \| Praha hlavní nádraží früher Prag Franz-Josephs-Bahnhof \| Praha hlavní nádraží früher Prag Franz-Josephs-Bahnhof \| \| \| \| nach Praha-Vršovice–České Velenice (vorm. KFJB) \| \| \| \| \| Vinohradský tunel I (1145,50 m) \| \| \| \| \| Královské Vinohrady früher Königliche Weinberge \| \| \| \| \| von Praha-Vršovice \| \| \| \| 3,221 \| Výhybna Praha-Vyšehrad (ehem. Bf) \| Výhybna Praha-Vyšehrad (ehem. Bf) \| \| \| \| Praha-Výtoň (geplant) \| \| \| \| \| Vyšehradský železniční most (Moldaubrücke) \| \| \| \| \| Praha-Smíchov severní zhlaví \| \| \| \| \| nach Hostivice (vorm. BEB) \| \| \| \| 4,130 0,000 \| (Streckenbeginn Praha-Smíchov–Furth im Wald) \| (Streckenbeginn Praha-Smíchov–Furth im Wald) \| \| \| 0,465 \| Praha-Smíchov früher Prag Westbahnhof \| Praha-Smíchov früher Prag Westbahnhof \| \| \| \| nach Most (vorm. PDE) \| \| \| \| \| nach Furth im Wald (vorm. BWB) \| \| \| \| \| \| \| \| Quellen: [1][2] \| \| \| \| |                            |                                                        |                                                        |
| Strecke |                            | von (Wien–) Česká Třebová (vorm. Nördl. Staatsbahn)    | von (Wien–) Česká Třebová (vorm. Nördl. Staatsbahn)    |
| ehemalige Blockstelle | 187,10                     | odb. Hrabovka                                          | odb. Hrabovka                                          |
| Abzweig ehemals geradeaus und nach rechts |                            | nach Praha Masarykovo n. (vorm. Nördl. Staatsbahn)     | nach Praha Masarykovo n. (vorm. Nördl. Staatsbahn)     |
| Abzweig ehemals geradeaus und von links |                            | Neue Verbindung von Praha-Libeň/Praha-Vysočany         | Neue Verbindung von Praha-Libeň/Praha-Vysočany         |
| Abzweig geradeaus und ehemals von links |                            | von Turnov (vorm. TKPE)                                | von Turnov (vorm. TKPE)                                |
| Bahnhof | 185,837 0,000              | Praha hlavní nádraží früher Prag Franz-Josephs-Bahnhof | Praha hlavní nádraží früher Prag Franz-Josephs-Bahnhof |
| Abzweig geradeaus und nach links |                            | nach Praha-Vršovice–České Velenice (vorm. KFJB)        | nach Praha-Vršovice–České Velenice (vorm. KFJB)        |
| Tunnel |                            | Vinohradský tunel I (1145,50 m)                        | Vinohradský tunel I (1145,50 m)                        |
| ehemaliger Haltepunkt / Haltestelle |                            | Královské Vinohrady früher Königliche Weinberge        | Královské Vinohrady früher Königliche Weinberge        |
| Abzweig geradeaus und von links |                            | von Praha-Vršovice                                     | von Praha-Vršovice                                     |
| Überleitstelle / Spurwechsel | 3,221                      | Výhybna Praha-Vyšehrad (ehem. Bf)                      | Výhybna Praha-Vyšehrad (ehem. Bf)                      |
| ehemaliger Haltepunkt / Haltestelle |                            | Praha-Výtoň (geplant)                                  | Praha-Výtoň (geplant)                                  |
| Brücke über Wasserlauf |                            | Vyšehradský železniční most (Moldaubrücke)             | Vyšehradský železniční most (Moldaubrücke)             |
| Blockstelle |                            | Praha-Smíchov severní zhlaví                           | Praha-Smíchov severní zhlaví                           |
| Abzweig geradeaus und ehemals nach rechts |                            | nach Hostivice (vorm. BEB)                             | nach Hostivice (vorm. BEB)                             |
| Kilometer-Wechsel | 4,130 0,000                | (Streckenbeginn Praha-Smíchov–Furth im Wald)           | (Streckenbeginn Praha-Smíchov–Furth im Wald)           |
| Bahnhof | 0,465                      | Praha-Smíchov früher Prag Westbahnhof                  | Praha-Smíchov früher Prag Westbahnhof                  |
| Abzweig geradeaus und nach rechts |                            | nach Most (vorm. PDE)                                  | nach Most (vorm. PDE)                                  |
| Strecke |                            | nach Furth im Wald (vorm. BWB)                         | nach Furth im Wald (vorm. BWB)                         |
| |                            |                                                        |                                                        |
| Quellen: |                            |                                                        |                                                        |

Die Prager Verbindungsbahn (tschech.: Pražská spojovací dráha) ist eine innerstädtische Verbindungsbahn in der tschechischen Hauptstadt Prag, die ursprünglich durch die k.k. priv. Kaiser-Franz-Josephs-Bahn (KFJB) erbaut und betrieben wurde. Sie sollte die drei wichtigen Prager Bahnhöfe miteinander verbinden. Sie begann am Bahnhof Praha Masarykovo nádraží und führte über Praha hlavní nádraží (Prag Hauptbahnhof) zum Bahnhof Praha-Smíchov. In Betrieb ist heute nur noch die Strecke von Praha hl. n. nach Praha-Smíchov, der Abschnitt von Praha Masarykovo nádraží zum Hauptbahnhof wurde 2005 zugunsten einer Neubautrasse („Neue Verbindung“) aufgegeben.

## Geschichte
Bereits in der am 11. November 1866 ausgestellten Konzessionsurkunde für die KFJB war die Anbindung der projektierten Linie Wien–Gmünd–Prag an die Strecken der Böhmischen Westbahn und der Nördlichen Staatsbahn vorgesehen. Die Gesamtstrecke Wien–Gmünd–Prag wurde schließlich bis zum 14. Dezember 1871 abschnittsweise in Betrieb genommen. Der Endpunkt dieser Linie war der Franz-Josephs-Bahnhof – der heutige Hauptbahnhof – östlich der Prager Altstadt.
Der Bahnhof der Nördlichen Staatsbahn (Staatsbahnhof, heute Masarykovo nádraží) befand sich nur wenige hundert Meter nördlich des Franz-Josephs-Bahnhofs, allerdings auf deutlich niedrigerem Geländeniveau. Eine direkte Gleisverbindung war deswegen nicht möglich. Daher band man das neue Verbindungsgleis im Gleisvorfeld des Bahnhofes ein; direkte Zugfahrten von Prag Franz-Josephs-Bahnhof in Richtung Bodenbach–Dresden waren damit nur mit zweimaligem Richtungswechsel möglich.

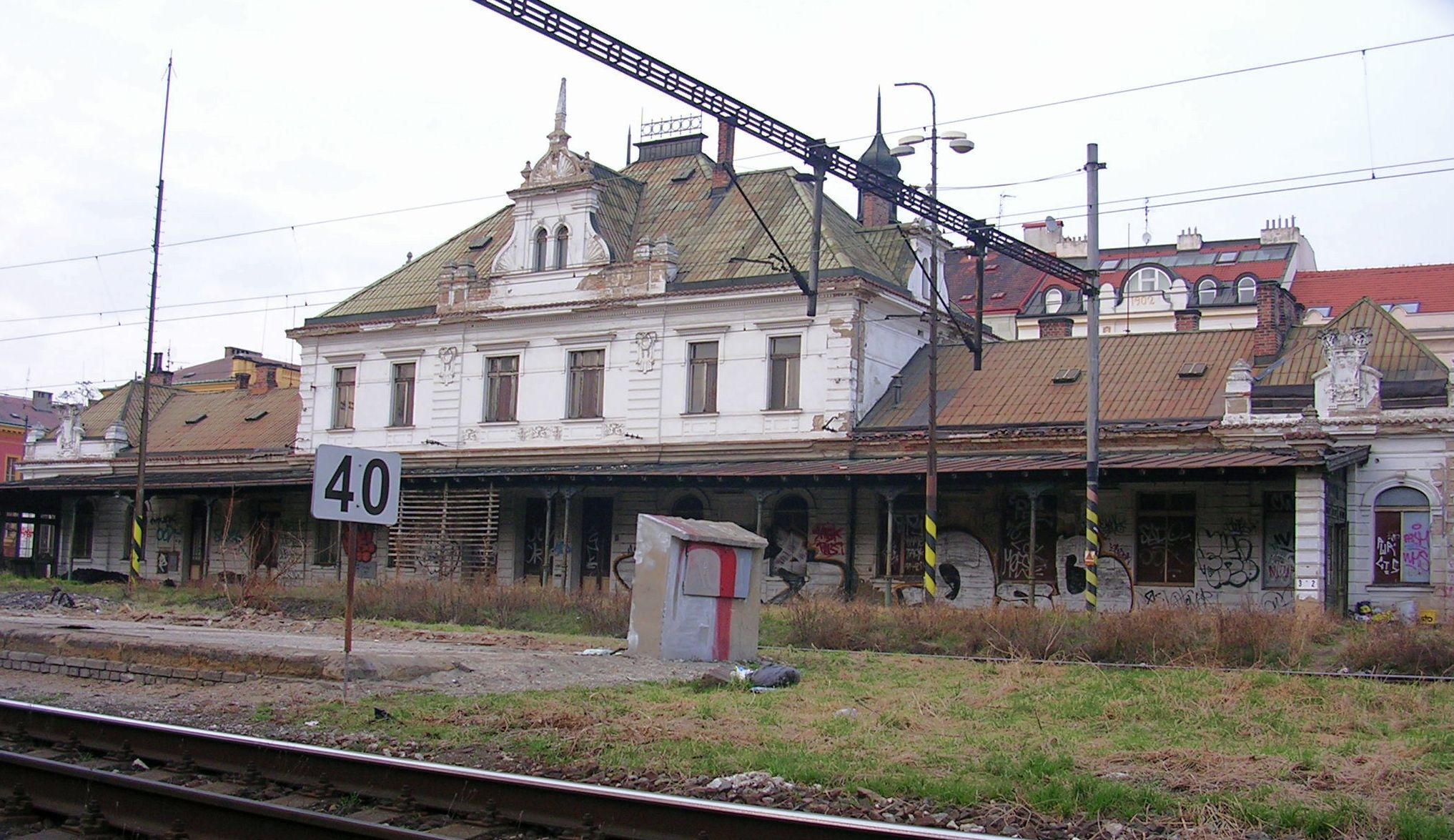
Der ehemalige Bahnhof Praha-Vyšehrad (2008)

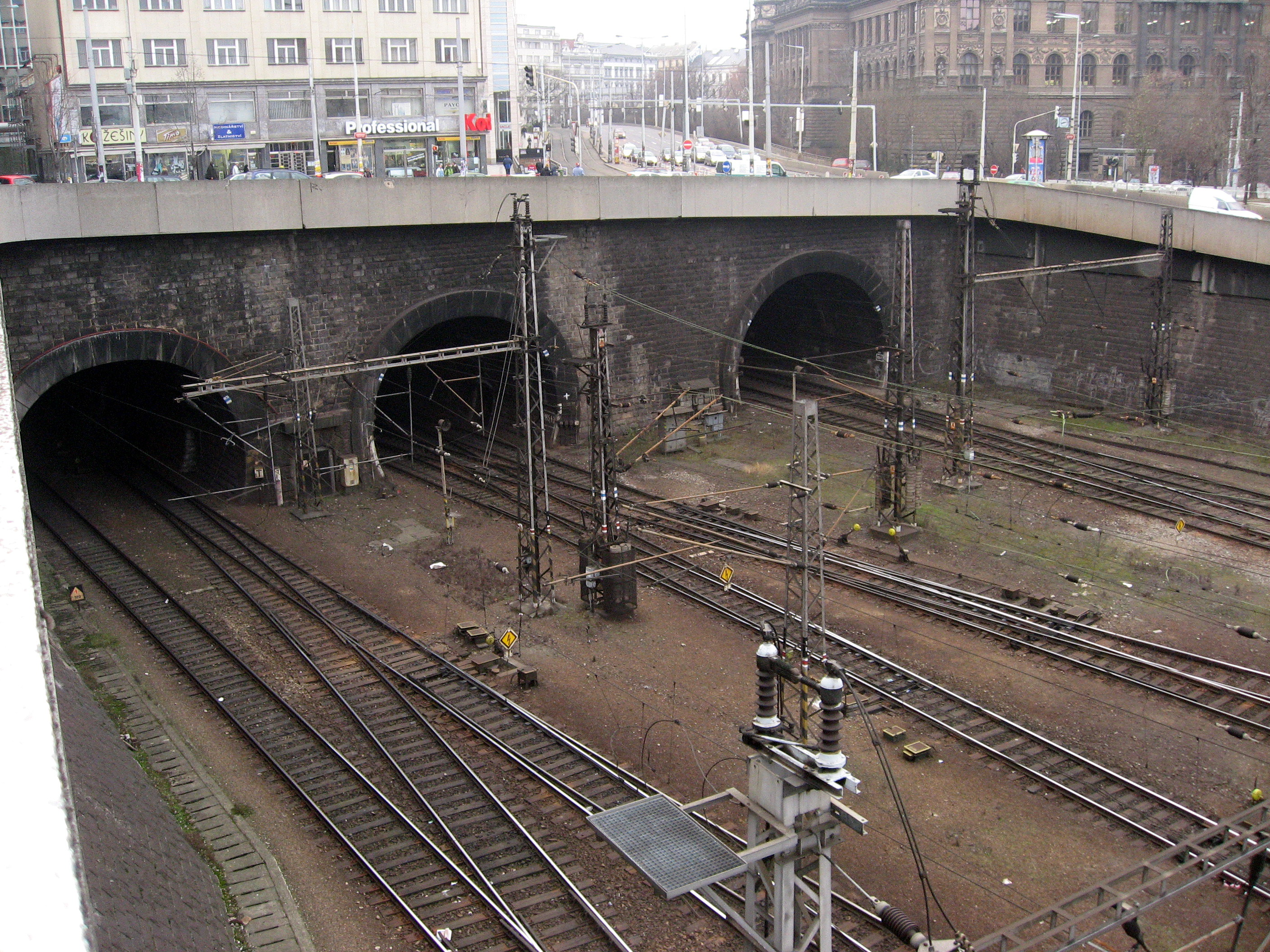
Vinohradský tunel I, II und III; durch die rechte Röhre verläuft die Prager Verbindungsbahn (2007)

Der Bahnhof der Westbahn lag dagegen auf dem anderen Moldauufer im heutigen Stadtteil Smíchov. Dahin war die Trassierung der Verbindungsbahn unproblematisch. Der Tunnel unter dem Prager Stadtteil Vinohrady erhielt ein zweites Gleis, zudem musste eine eingleisige Brücke über die Moldau errichtet werden.
Am 15. August 1872 wurde die gesamte Verbindungsbahn eröffnet. Reiseverkehr fand jedoch zunächst nur zwischen dem Franz-Josephs-Bahnhof und dem Westbahnhof statt. Zwischen dem Franz-Josephs-Bahnhof und dem Staatsbahnhof mussten Reisende dagegen zu Fuß gehen.
Am 1. Mai 1884 ging die KFJB in Staatsbesitz über. Die Prager Verbindungsbahn gehörte nun zum Netz der k.k. Staatsbahnen (kkStB). Ab dem 1. Oktober 1888 wurde auch der Abschnitt zwischen dem Staatsbahnhof und dem Franz-Josephs-Bahnhof von Reisezügen befahren.

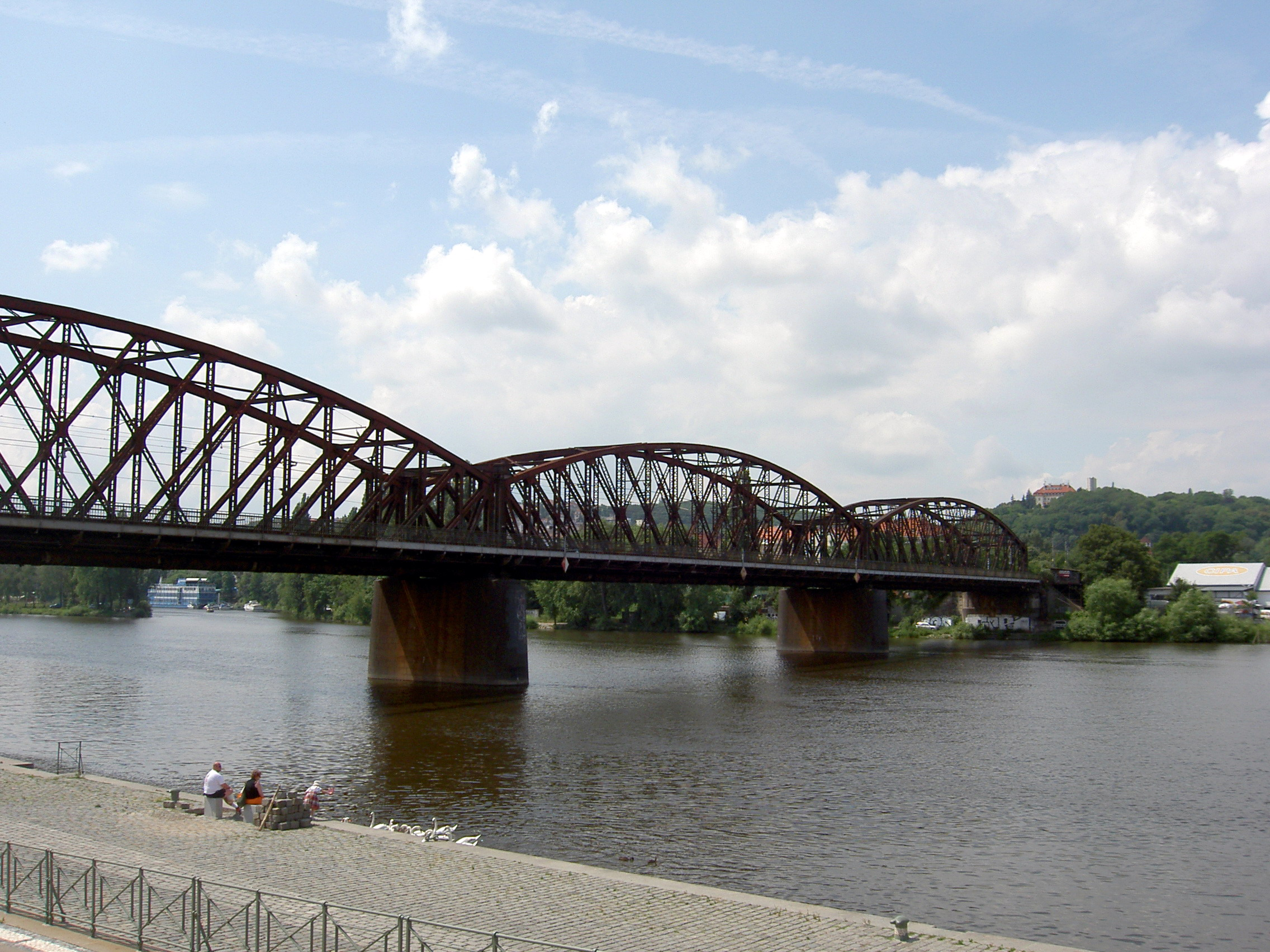
Die Moldaubrücke in Smíchov (2006)

Nach dem Ersten Weltkrieg kam die Strecke zu den neu gegründeten Tschechoslowakischen Staatsbahnen (ČSD). Die ČSD begann in den 1920er Jahren mit der Elektrifizierung des Eisenbahnknotens Prag mit 1500 Volt Gleichspannung. Der elektrische Zugbetrieb auf der Prager Verbindungsbahn begann am 15. Mai 1928.
Im Jahr 1960 wurde der Bahnhof Praha-Vyšehrad als Zugangsstelle für den Reiseverkehr aufgehoben. Als Ausweiche und Abzweigstelle besteht er bis heute.
Am 15. Mai 1962 wurde die Fahrleitungsspannung auf die mittlerweile in der Tschechoslowakei üblichen 3000 Volt angehoben.
Am 1. Jänner 1993 ging die Strecke im Zuge der Dismembration der Tschechoslowakei an die neu gegründeten České dráhy (ČD) über. Seit 2003 gehört sie zum Netz des staatlichen Infrastrukturbetreibers Správa železniční dopravní cesty (SŽDC), heute: Správa železnic.
Im Zusammenhang mit dem geplanten Bau der Neuen Verbindung zwischen Hauptbahnhof und Praha-Libeň wurde der Zugverkehr am 11. Dezember 2005 zwischen Abzweig Hrabovka und dem Hauptbahnhof eingestellt. Am 12. Dezember 2005 wurde das Gleis stillgelegt und wenig später abgebrochen.
Die Verbindung zwischen Praha hl. n. und Praha-Smíchov wird heute von unter anderem von der Esko Praha sowie dem Fernverkehr von Prag in Richtung Plzeň und Cheb befahren.
Die abgängige, denkmalgeschützte Brücke über die Moldau soll durch einen Neubau ersetzt werden. Nachdem ein moderner Neubau durch die Denkmalschutzbehörde abgelehnt wurde, soll die neue Brücke optisch der alten Brücke gleichen. Zur Kapazitätserweiterung soll die neue Brücke dreigleisig ausgeführt werden. Gleichzeitig soll an der östlichen Brückenrampe eine neue Haltestelle Praha-Výtoň gebaut werden. Im November 2022 gewann das Ingenieurbüro 2T engineering den Wettbewerb zur Konstruktion einer neuen Brücke. Der Entwurf sieht die Weiternutzung der alten Strompfeiler mit neuen Überbauten vor. Die Bauarbeiten sollen 2026 beginnen und 20 Monate dauern.
Als Alternative wurde kurzfristig die Bahnstrecke Praha-Zahradní Město–Praha-Radotín ausgebaut. Seit dem Fahrplanwechsel im Dezember 2024 verkehrt ein Teil der Fernreisezüge zwischen Prag und Pilsen unter Umgehung von Praha-Smíchov über diese Verbindung.